# Мирные церкви
Ми́рные це́ркви — это христианские церкви, группы или общины, выступающие с позиций христианского пацифизма или библейского непротивления. Термин «исторические мирные церкви» относится только к конкретным трем церковным группам из числа пацифистских церквей: Церкви Братьев, обществу Друзей (квакеров) и меннонитам, включая амишей, меннонитов старого порядка и консервативных меннонитов. Он используется со времен первой конференции мирных церквей, прошедшей в 1935 году в Канзасе (США). Определение «мирные церкви» иногда трактуется расширенно; при этом к ним относят еще христадельфиан (с 1863 года) и другие группы, которые не участвовали в конференции «исторических церквей мира» 1935 года. Мирные церкви согласны с тем, что Иисус выступал за ненасилие. Вопрос о том, может ли иметь оправдание использование физической силы для самообороны или при защите других людей, остается открытым. Многие верующие стоят на строгой моральной позиции непротивления перед лицом насилия. Тем не менее, эти церкви, как правило, сходятся во мнении, что насилие со стороны государств и их правительств противоречит христианской этике.

## История
Во всех христианских конфессиях всегда были группы сторонников ненасилия, но ряд церквей неизменно придерживаются этого принципа с момента своего основания. Помимо трех исторических мирных церквей, к ним относятся амиши, меннониты старого порядка, гуттериты, консервативные меннониты, старо-германские баптистские братья, братья во Христе, речные братья старого порядка и другие представители анабаптистской традиции, духоборы, молокане, дункардские братья, общины Брудерхоф, Швенкфельдерская церковь, Моравская церковь и даже некоторые группы в пятидесятническом движении. Крупнейшая пятидесятническая церковь, Ассамблеи Бога, во время Второй мировой войны отказалась от пацифизма. Перечисленные группы имели разногласия — как внутренние, так и между собой — относительно приемлемости службы в качестве некомбатантов, например, медработниками в воинских частях, обслуживающим персоналом воюющих армий, работниками на военных производствах. Позиция одних сводится к утверждению того, что Иисус никогда не стал бы возражать против помощи страдающим людям. Другие могут не соглашаться, говоря, что такая деятельность косвенно способствует насилию, потому что высвобождает тех, кто вместо такой службы берет в руки оружие.
В свое время в США активное членство и принятие вероучения одной из этих мирных церквей было необходимостью для получения статуса сознательного отказчика и, следовательно, для освобождения от призыва на военную службу, а для тех, кто уже находился в армии, для почетной отставки. Но после ряда судебных решений это условие было отменено. Теперь в США можно претендовать на отказ от военной службы по соображениям совести, ссылаясь на личную систему убеждений, которая не обязательно должна быть христианской или даже иметь религиозные основания.
Мирные церкви, особенно те, которые располагали достаточными финансовыми и организационными ресурсами, старались работать на исправление разрушительных последствий войны, вне зависимости от того, с кем воевали их страны. Это часто вызывало споры. В качестве примера можно назвать такие случаи, как отправка квакерами крупных партий продовольствия и лекарств в Северный Вьетнам во время Вьетнамской войны или на Кубу, которая находилась под эмбарго США. Американский комитет Друзей на службе обществу и Центральный Комитет меннонитов — две благотворительные организации соответствующих конфессий, созданные для осуществления такой помощи.
В 1980-х годах квакеры, братья и меннониты совместно создали Христианские отряды миротворцев, международную организацию, которая работает над снижением уровня насилия и системного неправосудия в регионах вооруженных конфликтов. Мотивацией для ее создания стало желание христиан отнестись к миротворчеству так же серьезно, как солдаты и правительства относятся к ведению войны.

## Другие христианские пацифистские группы

### Христадельфиане
Христадельфиане — одна из немногих церквей, чья конфессиональная идентичность напрямую связана с проблемой христианского пацифизма. Хотя становление группы, которая впоследствии получила название «христадельфианской», в значительной степени происходило после 1848 года в Шотландии и Америке в процессе отделения от движения кэмпбеллитов, именно введение воинской повинности в США во время Гражданской войны побудило их местную церковь в округе Огл, штат Иллинойс, зарегистрироваться в 1863 году в виде пацифистской конфессии под названием «христадельфиане». С началом первой мировой войны христадельфиане Британской империи заняли такую же позицию, хотя им приходилось часто представать перед военным трибуналом. В США во время Второй мировой войны христадельфиане были освобождены от воинской службы и проходили службу как штатские лица. Несколько человек из небольшого числа христадельфиан в Германии были заключены в тюрьму, а один казнен. В США такие же меры к ним применялись во время Корейской войны, войны во Вьетнаме, и применяются по сей день.

### Духоборы
Духоборы — это духовно-христианская деноминация, придерживающаяся пацифизма. 29 июня 1895 года на Кавказе духоборы при так называемом «сожжении оружия» «собрали всё имевшееся у них оружие, сложили в костёр, облили керосином и сожгли. Пока всё ни сгорело, духоборы пели псалмы и духовные стихи».

### Пацифисты движения святости
Ассоциация «Эммануил», Братья во Христе и Освященная праведная церковь Христа — деноминации в движении святости, в настоящее время известные своим неприятием войны; их называют «пацифистами святости». Ассоциация «Эммануил», например, провозглашает:

Мы обязаны открыто заявить о своем непоколебимом убеждении, что война совершенно несовместима с ясными заповедями нашего святого Господа и Законодателя и со всем духом Евангелия; и что никакое оправдание необходимости или политической важности, каким бы срочным или особенным оно ни было, не может освободить ни отдельных людей, ни страны от первостепенной преданности, которой они обязаны Тому, Кто сказал: «Люби своих врагов». Поэтому мы не можем участвовать в войнах (Рим. 12:19), военных действиях или обязательной военной подготовке.

### Церковь адвентистов седьмого дня
Адвентисты стремились получить освобождение от воинской обязанности в качестве сознательных отказчиков, в 1864 году во время Гражданской войны в США получили его, а Церковь адвентистов седьмого дня имеет долгую (с 1914 года) историю службы ее членов некомбатантами в вооруженных силах и вне их. Современную практику отношений к воинской службе можно увидеть на примере такого комментария пастора церкви адвентистов седьмого дня в онлайн-журнале:

Сегодня в США при добровольной армии многие юноши и девушки из адвентистов идут в вооруженные силы для службы в боевых частях. Есть множество адвентистских пасторов, занимающих должности военных капелланов для поддержки как военнослужащих, так и гражданского персонала. В День ветеранов американские церкви по всей стране уделяют время, чтобы уважительно почтить память тех, кто «служил своей стране», без каких-либо попыток разделения на то, кем они служили — пилотами бомбардировочной авиации, «морскими котиками» или подопытными кроликами операции «Уайткоут» . Мне еще предстоит увидеть служения в честь тех, кто по причине своего библейского пацифизма скрылся в Канаде, чтобы избежать участия в бессмысленной вьетнамской бойне.

### Церкви Божьи (7-го дня)
Различные группы, под общим названием Церковь Божья (7-го дня), выступают против «плотской войны», ссылаясь на Матфея 26:52; Откровение 13:10; Римлянам 12: 19-21. Они верят, что оружие их войны не плотское, но духовное (II Коринфянам 10: 3-5; Ефесянам 6: 11-18).

### Молокане
Молокане — деноминация духовных христиан, выступающая с пацифистских позиций. Исторически они были преследуемы в Российской империи за отказ брать оружие.

## Частично пацифистские группы

### Сообщество Христа
Сообщество Христа (ранее Реорганизованная церковь Иисуса Христа Святых последних дней), хотя по своему вероучению не является полностью пацифистским, известно как международная мирная церковь благодаря таким видам служения как Международная премия мира Сообщества Христа, Ежедневная молитва за мир и благодаря поддержке сознательного отказа от участия в войне. Тем не менее, в США и других странах многие члены церкви служат в армии, а церковь направляет военных капелланов для служения и продвижения своих идей среди военнослужащих.

### Церкви Христа
В Церквях Христа когда-то была относительно большая группа сторонников ненасилия. Теперь положение в них не столь однозначное. Современные Церкви Христа, особенно те, которые придерживаются учения Дэвида Липскомба, склоняются к пацифистским взглядам. В том смысле, что они считают использование принуждения и/или силы приемлемым для целей личной самообороны, однако участие в войне для христиан точно не может быть выбором.

## Братство примирения
Как отмечалось выше, мирные группы существуют в большинстве основных христианских конфессий. «Содружество примирения» было создано в качестве организации, объединяющей людей, входящих в эти группы, и членов исторических мирных церквей. В некоторых странах, например, в США оно расширило сферу своей деятельности и включает в себя представителей других религий, нерелигиозных людей, а также тех, чью позицию нельзя назвать строго ненасильственной. Однако в других странах (например, в Великобритании) оно остается по сути организацией христианского ненасилия.